# Paleodemografia

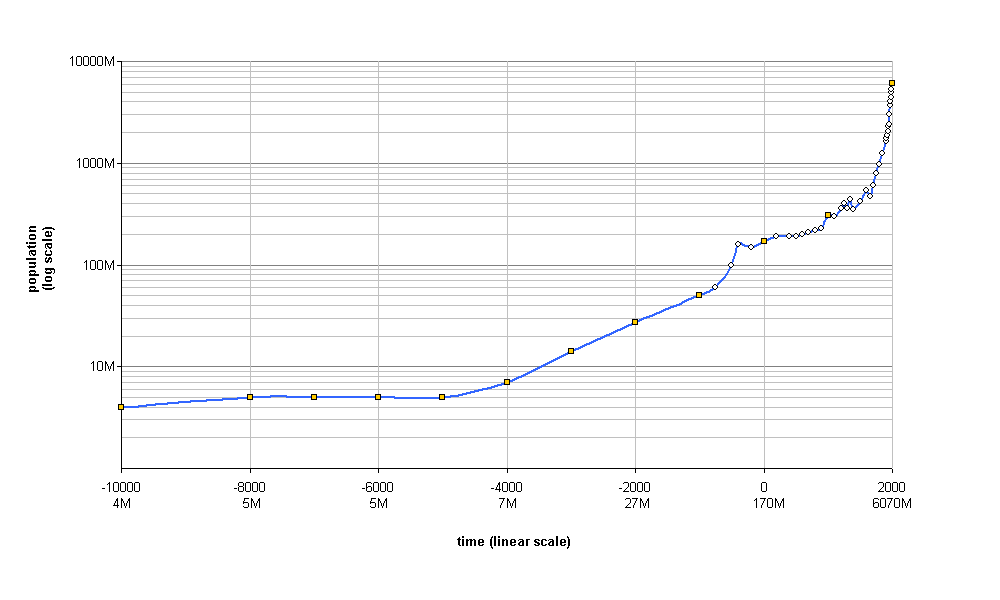
Gráfico demonstrando o crescimento da população através do tempo.

Paleodemografia, demografia pré-histórica ou demografia arqueológica é o estudo da demografia humana e hominídea na pré-história. É uma subespecialidade dentro da bioarqueologia que reconstrói as estruturas e dinâmicas da população humana do passado. 
As reconstruções paleodemográficas são cruciais para a compreensão das causas e consequências das mudanças nas estratégias de subsistência, mudanças nas condições ambientais, aumento da complexidade social, contato colonial e muitos outros fenômenos de interesse dos antropólogos. A paleodemografia visa compreender os processos de saúde, mortalidade e população no passado.

## Métodos

### Análise esquelética
A análise do esqueleto pode fornecer informações como uma estimativa da idade no momento da morte. Existem vários métodos que podem ser usados; além da estimativa de idade e estimativa de sexo, alguém versado em osteologia básica pode determinar um número mínimo de indivíduos (ou MNI) em contextos desordenados - como em valas comuns ou um ossário. Isso é importante, pois nem sempre é óbvio quantos corpos compõem os ossos empilhados à medida que são escavados.  Ocasionalmente, a prevalência histórica de doenças como a hanseníase também pode ser determinada a partir da reestruturação e deterioração óssea. A paleopatologia, como são chamadas essas investigações, pode ser útil na estimativa precisa das taxas de mortalidade.

### Análise genética
A crescente disponibilidade de sequenciamento de DNA desde o final da década de 1990 permitiu estimativas sobre o tamanho efetivo da população do Paleolítico. Esses modelos sugerem um tamanho efetivo da população humana da ordem de 10.000 indivíduos para o Pleistoceno Superior. Isso inclui apenas a população reprodutora que produziu descendentes a longo prazo, e a população real pode ter sido substancialmente maior (na casa dos seis dígitos).

## Populações
O estudo da demografia das populações humanas e hominídeas desde a origem dos hominídeos há cerca de 6.000.000 anos, passando pela origem dos humanos anatomicamente modernos há cerca de 200.000 anos, até ao início da revolução agrícola há cerca de 10.000 anos.
Estima-se que a expectativa de vida média dos hominídeos na savana africana entre 4.000.000 e 200.000 anos atrás era de 20 anos. Isso significa que a população seria totalmente renovada cerca de cinco vezes por século, desde que a mortalidade infantil já tenha sido contabilizada. Estima-se ainda que a população de hominídeos na África oscilou entre 10.000 e 100.000 indivíduos, com uma média de cerca de 50.000 indivíduos. Multiplicando aproximadamente 40.000 séculos por 50.000 a 500.000 indivíduos por século, produz um total de 2 bilhões a 20 bilhões de hominídeos, ou uma estimativa média de cerca de 10 bilhões de hominídeos que viveram durante aquele período de aproximadamente 4.000.000 anos.